# Foto Fish
Foto Fish ist ein Kinder- und Suchspiel des deutschen Spieleautors Michael Kallauch. In dem Spiel versuchen die Mitspieler als Fotografen möglichst schnell und korrekt Bilder von ihren Fischen im Aquarium zu machen und dafür belohnt zu werden. Es ist für einen bis vier Spieler ab vier Jahren konzipiert und dauert etwa 15 bis 20 Minuten pro Runde.
Es ist im Jahr 2020 erschienen und wurde im gleichen Jahr zum Kinderspiel des Jahres nominiert.

## Thema und Ausstattung
Bei dem Spiel versuchen die Spieler als Fotografen Bilder von Fischen in einem Aquarium zu machen und müssen diese mit ihrer Kamera suchen. Sie werden dabei für korrekte und schnelle Aufnahmen mit Fischteilen belohnt und wer zuerst die meisten Fischteile und damit den längsten Fisch gesammelt hat, gewinnt das Spiel.
Das Spielmaterial besteht neben einer Spieleanleitung aus:
- vier doppelseitigen Aquarien
- vier Puzzlefischen
- 12 großen Fischteilen
- 36 kleinen Fischteilen
- zwei Würfeln
- acht Fotoapparaten, je vier in zwei Größen

## Spielweise
Zur Spielvorbereitung bekommt jeder Mitspieler ein Aquarium, wobei die Farbe des Aquariums den Schwierigkeitsgrad bestimmt. Zudem bekommt jeder einen Fotoapparat mit quadratischem Bildausschnitt und jeweils Kopf und Schwanz eines Puzzlefisches. Die übrigen Fischteile und die beiden Würfel werden in die Tischmitte gelegt.
Im Spiel spielen immer alle Spieler gleichzeitig. Jeder Spieler legt das Aquarium vor sich ab und legt den Fotoapparat an einer beliebigen Stelle flach darauf. Ein Spieler ist Startspieler und bekommt die beiden Würfel, die er dann wirft. Das Würfelergebnis zeigt zwei farbige Fische, die die Spieler knipsen sollen. Alle Fotografen versuchen nun möglichst schnell, das gesuchte Bild zu machen, indem sie ihren Fotoapparat so lange auf dem Aquarium verschieben, bis die beiden gesuchten Fische sichtbar sind. Dabei muss die Kamera immer gerade auf dem Raster liegen und auch nicht über den Rand des Aquariums hinausgehen und es dürfen keine weiteren Fische sichtbar sein. Wenn ein Spieler das gesuchte Foto hat, ruft er laut „Klick“ und lässt den Fotoapparat an der passenden Stelle liegen. Die anderen Mitspieler dürfen weitersuchen bis jeder einzelne das passende Foto gefunden und bestätigt hat.
Haben alle Fotografen ein korrektes Bild gemacht, bekommt der schnellste Spieler ein großes Fischteil aus dem Vorrat und puzzelt es in seinen Puzzlefisch, alle anderen Fotografen erhalten ein kleines Fischteil aus dem Vorrat und puzzeln es ebenfalls in ihre Puzzlefische. Danach werden die Würfel weitergegeben für die nächste Runde.
Das Spiel wird beendet, wenn entweder einer der Puzzlefische so lang ist, dass er nicht mehr in das Aquarium passt oder wenn keine großen Fischteile mehr da sind. Der Spieler, der dann den längsten Fisch hat, gewinnt das Spiel, bei einem Gleichstand gibt es mehrere Gewinner.

## Versionen und Rezeption
Das Spiel wurde von dem deutschen Lehrer und Spieleautor Michael Kallauch entwickelt und im Jahr 2020 bei dem litauischen Spieleverlag Logis auf Deutsch, Englisch und Französisch zusammen mit Pegasus Spiele in Deutschland veröffentlicht. Im gleichen Jahr erschien es auch auf Niederländisch bei  Jumping Turtle Games.
Im Mai 2020 wurde das Spiel neben den Spielen Speedy Roll und Wir sind die Roboter für das Kinderspiel des Jahres nominiert, unterlag jedoch Speedy Roll. Die Jury kommentierte das Spiel und die Entscheidung für die Nominierung wie folgt:

„„Foto Fish“ vermittelt den Kindern auf vielen Ebenen ein unglaublich gutes Gefühl. Sie müssen zwar schnell sein, aber die Langsamen werden nicht bestraft, sondern bekommen trotzdem eine kleine Belohnung. Dadurch schafft es ein so niedriges Frustlevel, dass Kinder in den kleinen Aquarien aus Pappe regelrecht versinken und von der ersten bis zur letzten Minute hochkonzentriert die richtigen Fische suchen. Und will man es schwerer haben, überrascht Foto Fish mit durchdachten und kindgerechten Varianten, durch die auch Jüngere gegen Ältere eine Chance haben. Ein überzeugendes Gesamtpaket.“

Der Spielekritiker Wieland Herold schrieb über das Spiel, dass ihn vor allem die „gut geregelte Frustreduzierung“ überzeugt: „Es gibt fast immer eine Belohnung für jedes Kind, außerdem lassen sich zu schnelle Kinder durch größere Kameras oder eine schwierigere Spielplanseite ausbremsen.“

## Belege
1. 1 2 3 4 5  Spieleanleitung Foto Fish; abgerufen am 15. November 2020
2. ↑  Foto Fish, Versionen bei BoardGameGeek. Abgerufen am 15. November 2020.
3. ↑  Foto Fish auf der Website des Spiel des Jahres e.V.; abgerufen am 15. November 2020
4. ↑  Wieland Herold: Foto Fish auf Mit 80 Spielen durch das Jahr, 24. Mai 2020; abgerufen am 15. November 2020